# Electra (Krüger)
Electra war eine deutsche Automarke, die zwischen 1899 und 1900 in  Berlin gefertigt wurde. Als Hersteller wird sowohl H. Krüger als auch A. Krüger angegeben.

## Beschreibung
Das einzige Modell war ein zweisitziger Kleinwagen mit drei Rädern. Zur Bauweise gibt es unterschiedliche Angaben. 
Eine Quelle gibt es, dass es ein Tricar war. Vorne hatte das Fahrzeug zwei Räder, zwischen denen der Sitz für den Passagier war. Dahinter war ein Rahmen wie bei einem Motorrad, einschließlich eines Sattels für den Fahrer. Im Heck war nur ein Rad. Es gab auch Exemplare mit einer kleinen Ladefläche anstatt des Vordersitzes. Ein Elektromotor trieb das Gefährt an.
Eine andere Quelle nennt einen Fahrrad-ähnlichen Rohrrahmen mit vorderem Einzelrad und dafür zwei Hinterrädern. Auf eine Federung wurde verzichtet, dafür war die Sitzbank gepolstert. Gelenkt wurde mit einem Lenkhebel und gebremst mit Motorbremse. Offensichtlich gab es zwei Elektromotoren. Jeder einzelne trieb über ein Fünfganggetriebe ein Hinterrad an. Eine Abbildung bestätigt diese Radanordnung.